# 歴史的緊急事態
歴史的緊急事態（れきしてききんきゅうじたい、英語: historical emergency situation）とは、国家・社会として記録を共有すべき歴史的に重要な政策事項等のうち、国民の生命、身体、財産に大規模かつ重大な被害が生じ、又は生じるおそれがある事態、および、日本国政府の指定によって、公文書管理のガイドラインに基づき、将来への教訓として、政府会議の開催日時、出席者、発言内容、決定文書などの記録作成が義務付けられる事態のこと。
1. 国家・社会として記録を共有すべき歴史的に重要な政策事項。
2. 社会的な影響が大きく政府全体として対応。
3. その教訓が将来に生かされる。
4. 国民の生命、身体、財産に大規模かつ重大な被害。

の場合に規定される。公文書管理のガイドラインでは、政策の決定、了解を行う会議は出席者や発言内容などを詳しく記録するように、政策の決定、了解を行わない会議は出席者と確認事項を記録すればよいと定めている。

## 歴史
2011年（平成23年）に起きた東日本大震災関連への対応のための政府会議で議事録が作成されていなかった問題を受け、2012年（平成24年）に制定された。制定後数年は指定されたものはなかったが、2019年（令和元年）から2020年（令和2年）にかけての中華人民共和国湖北省武漢市から発生した新型コロナウイルス感染症の流行を受け、2020年3月10日に同感染症に対する政府対応を初めて指定した。

## 過去の指定例

### 新型コロナウイルス感染症の流行
2020年3月4日の与野党党首会談にて枝野幸男立憲民主党代表が安倍晋三内閣総理大臣に指定を求め、「ぜひ検討したい。」と応じていた。同月6日には北村誠吾規制改革担当大臣が指定を検討することを表明し、同月9日午前の参議院予算委員会にて安倍首相も指定の方針を表明した。同月10日新型インフルエンザ等対策特別措置法改正案提出に合わせ、政府は閣議了解し、北村誠吾規制改革担当大臣によって指定。関連の議事録を3ヶ月以内に作成することが命じられることになった。記録の対象としては、専門家会議や対策を決める関係閣僚会議に限らず、野党が実質的に基本方針を決めていると提起する連絡会議なども含まれることとなった。西村康稔経済再生担当大臣兼新型コロナ対策担当大臣は17日に「内閣官房が担当する連絡会議、課長級会議、関係閣僚会議、対策本部、幹事会、専門家会議はしっかりと記録を残したい」と答弁した。公文書管理を担当する北村誠吾は3月19日、各省庁の公文書管理の担当者に対して「事態にかかる文書は国家、社会として記録を共有すべき歴史的に重要なものだ。関係文書はしっかりと保存、管理し、幅広く国立公文書館に移管してください」と指示した。
政府の見解によれば、各種の会議が「決定を行う会議」か「決定を行わない会議」かについては、以下の通りである。
- 新型コロナウイルス感染症対策専門家会議　決定を行わない会議[12]。
- 新型コロナウイルス感染症対策本部　決定を行う会議[13]。
- 連絡会議　決定を行わない会議[13]。

事態に対応する会議としたのは19件の会議だが、そのうち議事録や議事概要の作成を義務付けたのは4件のみである。残りの15会議は、進捗状況や確認事項などを記載した文章を作成すればよいとしている。政府が新型コロナウイルスにどう対処したのかを事後検証するのは困難なのが実態である。
各会議について、その議事録などの作成義務の有無は以下の表の通りである。
| 議事録などの作成義務 | 会議名                                             |
| -------------------- | -------------------------------------------------- |
| 作成義務あり         | 新型コロナウイルス感染症対策本部                   |
| 作成義務あり         | 基本的対処方針等諮問委員会                         |
| 作成義務あり         | 新型コロナに関連した感染症対策に関する関係閣僚会議 |
| 作成義務あり         | 国家安全保障会議                                   |
| 作成義務なし         | 新型コロナウイルス感染症対策専門家会議             |
| 作成義務なし         | 新型コロナウイルス感染症対策分科会                 |
| 作成義務なし         | 新型コロナウイルス感染症対策本部幹事会             |
| 作成義務なし         | など、合計15件                                     |